# 206급 잠수함
206급 잠수함은 독일 HDW가 제작한 500톤급 잠수함이다.

## 역사
1962년부터 1968년까지 비자성(non-magnetic) 강철을 사용한 205급 잠수함 10척이 건조되었다.
그러나 초도함의 강철에 문제가 있어서, 부식이 잘 되고, 크랙이 잘 생겼다. 그래서 개발이 긴급히 중단되고 새로운 강철을 개발했다.
205급은 새로 개발된 강철을 사용해 성능이 매우 좋았지만, 초기의 불신에서 자유롭지 못해 다른 국가들이 수입하지 않아, 독일 해군만이 사용하는 잠수함이 되었다.
그래서, 1964년과 1965년에 205급 잠수함을 대체하는 206급 잠수함을 개발했다. 1969년 6월 7일 HDW에서 8척, Nordseewerke에서 10척을 건조하기로 했다.
12척은 1990년대 초반 최신형으로 업그레이드 되어 Type 206A라고 재명명되었다. 나머지는 퇴역했다. 현재 독일 해군은 206A 일부를 퇴역시키고, 최신형 212급 잠수함을 배치했다.
2010년 6월, 독일 국방부는 남은 206A 6척을 2010년 말까지 모두 퇴역시킬 것이라고 발표했다.

## 대한민국

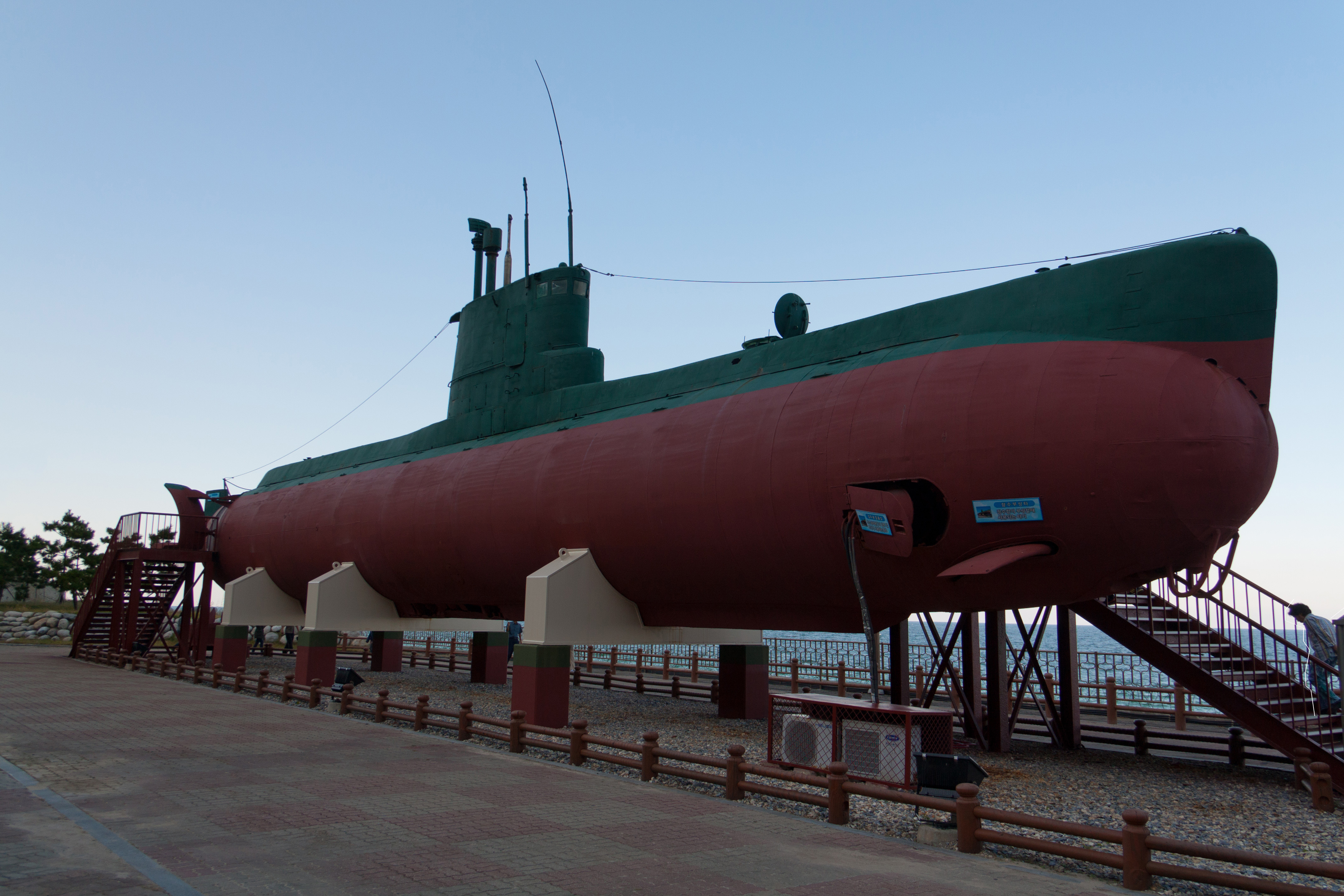
1996년 한국군이 나포한 북한의 상어급 잠수함

2011년 11월 한국은 새로운 잠수정인 KSS-500A 개발계획을 공개했다. 2015년 9월, 영국 제인스는 현대중공업이 40 m 길이의 HDS-400 잠수정 1척을 건조중이라고 보도했다. 한국군이 주문한 것인지는 확인되지 않았다.
길이 40 m면 1996년 강릉지역 무장공비 침투사건, 2010년 천안함 격침 사건으로 유명한 북한의 상어급 잠수함 제원과 비슷하다. 이름으로만 추정하면 KSS-500A는 배수량 500톤, HDS-400는 배수량 400톤으로 보인다. 현대중공업에 기술이전을 한 독일 HDW의 206급 잠수함이 배수량 500톤이다.
- ASDS - 길이 20 m, 배수량 60톤
- 돌고래급 잠수정 - 길이 25 m, 수중배수량 175톤
- 상어급 잠수함 - 길이 34 m, 수중배수량 370톤

1996년 강릉지역 무장공비 침투사건 당시, 상어급 잠수함에는 11명의 잠수함 선원과 14명의 특수부대가 탑승했었다. 북한은 70척의 잠수함 중에서 40척이 상어급 잠수함이다. 교전 중 많은 사망자가 발생하자, 문재인 대통령처럼 부산 출신 민주당 당수를 지낸 김영삼 대통령이 크게 화를 내었다. 미국 해군이 모든 것을 알고 있었는데 한국에 알려주지 않았다는 정보를 유출한 로버트 김 사건이 발생했다. 그래서 더욱 화난 김영삼 대통령이 미국 동의 없이 독자적인 전투기 공습을 추진해 논란이 있었다. 그 영향인지는 몰라도 당시 대한민국 역사상 최초로 이양호 (1937년) 공군참모총장이 국방장관이 되었다.